# Leigongjian (sockenhuvudort i Kina, Jiangxi Sheng, lat 28,89, long 115,34)
Leigongjian är en sockenhuvudort i Kina. Den ligger i provinsen Jiangxi, i den sydöstra delen av landet, omkring 58 kilometer nordväst om provinshuvudstaden Nanchang. Antalet invånare är 4 108. Befolkningen består av 2 027 kvinnor och 2 081 män. Barn under 15 år utgör 18,0 %, vuxna 15-64 år 74 %, och äldre över 65 år 7,0 %.
Runt Leigongjian är det ganska tätbefolkat, med 144 invånare per kvadratkilometer. Närmaste större samhälle är Xiangtianxiang, 9,4 km sydost om Leigongjian. I omgivningarna runt Leigongjian växer i huvudsak blandskog.
Genomsnittlig årsnederbörd är 2 159 millimeter. Den regnigaste månaden är juni, med i genomsnitt 337 mm nederbörd, och den torraste är oktober, med 44 mm nederbörd.